# Часовня «На Воде» (Ойцув)
 Памятник культуры Малопольского воеводства: регистрационный номер А-694 от 6 февраля 1995 года.

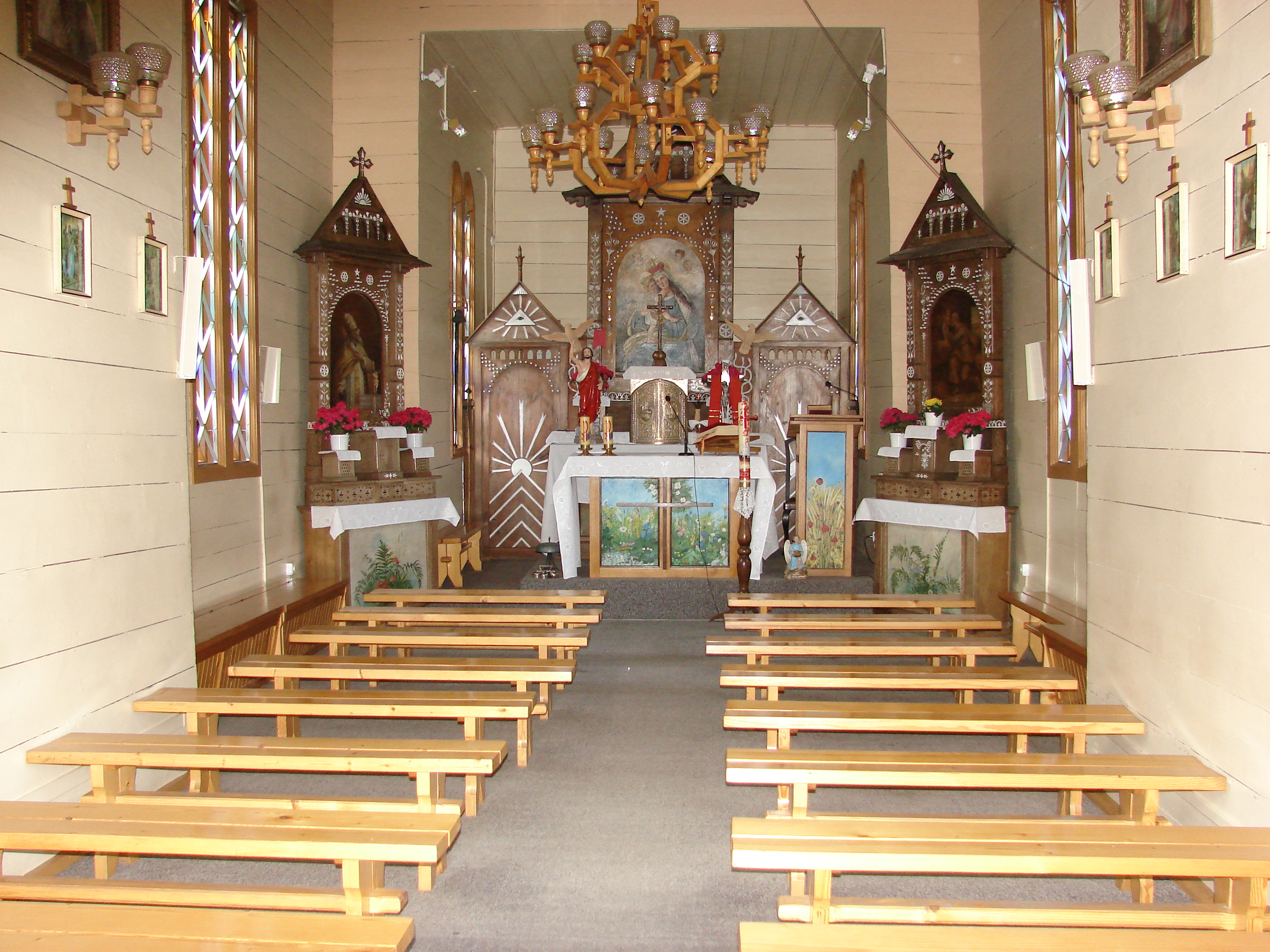
Внутренний интерьер часовни

Часовня «На Воде», или Часовня святого Иосифа Труженика (пол. Kaplica „Na Wodzie”, Kaplica  św. Józefa Robotnika) — католическая деревянная часовня, находящаяся на территории Ойцовского национального парка, Малопольское воеводство, Польша. Часовня входит в туристический марщрут «Путь деревянной архитектуры». Памятник культуры Малопольского воеводства.

## История
Часовня святого Иосифа Труженика была построена в 1901 году над двумя берегами реки Прондник. Согласно местному преданию строители, возвели часовню «на воде», чтобы обойти указ Николая II о запрете строительства религиозных объектов на «Ойцувской земле».
6 февраля 1995 года часовня «На Воде» была внесена в реестр памятников культуры Малопольского воеводства.

## Описание
Часовня построена так называемом «швейцарско-ойцовском» стиле. Ажурная башня сооружена в «альпийском» стиле. Внутренний интерьер относится к модному в начале XX веке закопанскому стилю.